# Nītaures pagasts
Nītaures pagasts er en territorial enhed i Amatas novads i Letland. Pagasten havde 945 indbyggere i 2010 og omfatter et areal på 175,86 kvadratkilometer. Hovedbyen i pagasten er Nītaure.